# San Aggelos S'agapisa
«San Aggelos S'agapisa» (укр. «Я кохав тебе, як янгола») — пісня, з якою кіпрський співак Хрістос Мілордос представляв Кіпр на пісенному конкурсі Євробачення 2011. Пісня була виконана в другому півфіналі, 12 травня, але до фіналу не пройшла .